# Gmina Opatówek
Die Gmina Opatówek ist eine Stadt-und-Land-Gemeinde im Powiat Kaliski der Woiwodschaft Großpolen in Polen. Ihr Sitz ist die gleichnamige Stadt mit etwa 3700 Einwohnern.

## Geographie

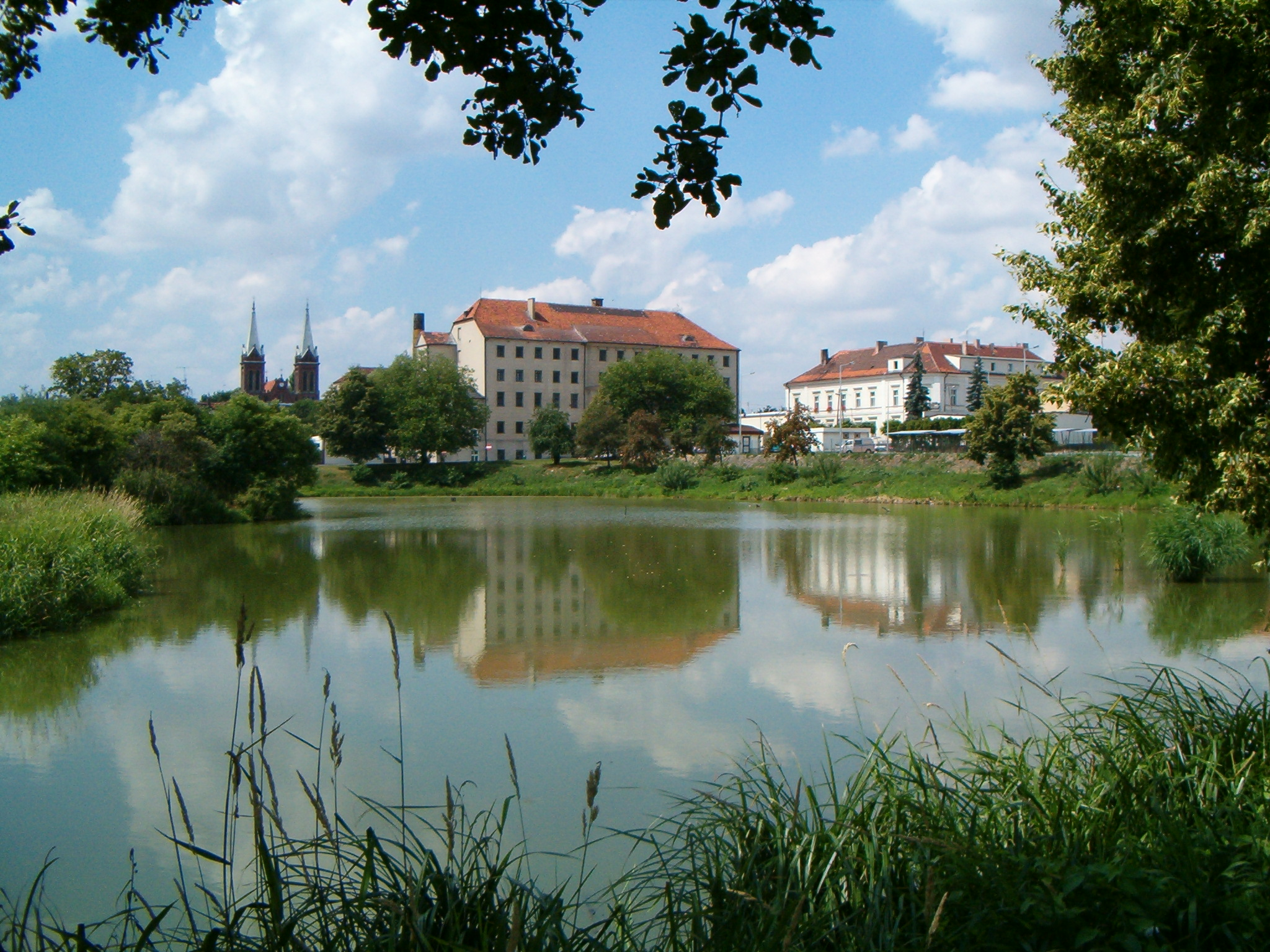
Panoramablick auf den Hauptort

Die Gemeinde grenzt an die Kreisstadt Kalisz und liegt zwischen den Opatówek-Malanów-Hügeln. Die höchsten Erhebungen sind Chełmce (187 m), Rajsko (177,2 m) und Tłokinia Kościelna (164,7 m). Zu den Gewässern gehören die Flüsse Pokrzywnica, Cienia und Swędrnia und zahlreiche Seen. Die Nachbargemeinden der Gemeinde Opatówek sind: Żelazków, Ceków-Kolonia und Koźminek im Norden, Szczytniki im Osten, Godziesze-Wielkie im Süden und Kalisz im Westen.

## Geschichte
Nach der Gebietsreform von 1998 wurde die Landgemeinde mit 26 Dörfern dem neuen Powiat Kaliski zugeordnet. Zum 1. Januar 2017 wurde Opatówek wieder zur Stadt erhoben und die Gemeinde erhielt ihren heutigen Status.
Derzeit gibt es in der Kommune etwa 800 private Unternehmen aus Produktion, Handel oder Dienstleistungen. 1998 fand die Garten und Landwirtschaftsmesse Pamiętajcie o ogrodach statt. Bei den VII. landesweiten Olympischen Sommerspielen der Jugend in der Woiwodschaft war die Stadt 2001 Gastgeber der Ruderer und der Radfahrer. Drei Jahre später fanden auf dem künstlichen See von Szałe die regionalen Olympischen Sommerspiele für Wassersport statt.

## Gliederung
Die Stadt-und-Land-Gemeinde (gmina miejsko-wiejska) Opatówek besteht aus der Stadt und 26 Dörfern:
- Opatówek (1940–45 Spatenfelde)[3]
- Borów (1940–45 Borgdorf)
- Chełmce
- Cienia-Folwark
- Cienia Pierwsza
- Cienia Druga
- Cienia Trzecia
- Dębe-Kolonia
- Janików
- Józefów
- Kobierno
- Michałów Drugi
- Michałów Trzeci
- Nędzerzew (1940–45 Barenbruch)
- Nowa Tłokinia
- Porwity
- Rajsko (1940–43 Hohenacker, 1943–45 Hochacker)
- Rożdżały
- Sierzchów (1940–45 Odinsanger)
- Szałe
- Szulec (1940–45 Feldenhof)
- Tłokinia Kościelna
- Tłokinia Mała
- Tłokinia Wielka (1940–45 Gartendorf)
- Trojanów
- Warszew
- Zawady (1940–45 Stören)
- Zduny

## Kultur

### Sehenswürdigkeiten und Tourismus
- Erzengel-St.-Michael-Kirche in Rajsko aus dem 17. Jahrhundert (1607)
- Hölzerne St.-Jakobs-Kirche in Tłokinia Kościelna aus dem beginnenden 17. Jahrhundert
- Die neogotische Mutter-Gottes-Geburtskirche in Chełmce wurde 1883 über einer älteren Kirche errichtet.

- Schmalspurbahn von Opatówek nach Zbierk, eine ehemalige Zuckerrüben-Bahn zur Fabrik nach Zbierk
- Bootstouren auf dem See von Szałe

## Bildung
- ein Kindergarten
- drei Grundschulen (sechs Jahrgänge ab sieben Jahren) in Cienia Druga, Sierzchow
- drei Schulgruppen (Grundschule und Gymnasium zusammengefasst) in Chelmce, Rajsko und Tlokinia Wielka
- die Janusz-Kusocinski-Grundschule, ein Gymnasium und weitere Schulen in Opatówek.